# Дубки (Багратионовский район)
Дубки — посёлок в Багратионовском районе Калининградской области. Входит в состав муниципального образования сельское поселение Гвардейское.

## История
Изначально назывался Нойкен (Neucken). Был переименован после 1946 года.
В XVI веке Нойкен принадлежал роду фон Россен. Унаследовавшая его Эстер фон Россен вышла замуж за Вильгельма фон Массенбах. Их сын, Георг фон Массенбах, жил в Нойкене со своей семьей, но, под бременем долгов, накопленных в обстоятельствах польско-шведской войны, после его смерти в 1631/32 году, имение пришлось продать.
С 1803 года по 1945 год имение Нойкен принадлежало роду фон Браунов.
На усадьбе Нойкен родился политик Магнус фон Браун (1878—1972), отец немецко-американского конструктора ракетно-космической техники Вернера фон Брауна.

## Население
| 2002 | 2010 |
| ---- | ---- |
| 29   | ↗42  |